# Antoni Benaiges
Antoni Benaiges i Nogués (Montroig, Tarragona, 26 de junio de 1903 - Villafranca Montes de Oca, Burgos, 25 de julio de 1936) fue un maestro español y divulgador en España de las técnicas Freinet, asesinado por milicianos falangistas al comienzo de la guerra civil española.

## Biografía
Catalán de nacimiento, en 1934 Antoni Benaiges fue destinado a la escuela de Bañuelos de Bureba (Burgos), donde impartió clases de primaria utilizando la imprenta y otras técnicas del pedagogo francés Célestin Freinet. Durante el verano de 1936 tenía previsto viajar con su alumnado a visitar, por primera vez, el mar; pero Benaiges fue detenido en Briviesca, Burgos, cerca de Bañuelos, pocos días después de producirse el golpe de Estado que desencadenó la guerra civil española. 
Se desconocen la fecha y el lugar exactos de su asesinato. Inicialmente se supuso que fue ejecutado por elementos de las milicias falangistas el 25 de julio de 1936, siendo al parecer enterrado en una fosa común en los Montes de la Pedraja, aunque no han podido identificarse sus restos tras las exhumaciones realizadas.Debido al mal estado en que se encontraban los restos de los 135 republicanos asesinados solo han podido ser identificados 23. 
Otras investigaciones posteriores afirman, igualmente con escasa fundamentación, que fue fusilado el mismo día 19 de julio de 1936, y que sus restos estarían en un cruce de caminos identificado como la Machacadora, paraje situado a la entrada de la carretera de Santa Casilda. El motivo de que fuese fusilado en fecha tan temprana se debe a que era una persona conocida en la comarca y muy significada en el pensamiento de izquierdas; con su muerte se quería transmitir un mensaje y dar ejemplo. Lamentablemente en aquel cruce de caminos no hay evidencias de que haya restos humanos enterrados. 
Cabe resumir, pues, que hay dos posibles lugares donde estén los restos del maestro: la Fosa de La Pedraja o el paraje de La Machacadora.
Benaiges procedía de una familia rural, pero con parte de ella muy involucrada en el mundo de la pedagogía. Su madre era sobrina de Agustí Sardà Llaberia, ilustre pedagogo y político republicano, y prima hermana de la pedagoga Mercè Sardà Uribarri. Además, dos hermanos de la madre estaban muy relacionados con la Institución Libre de Enseñanza. La familia materna también le encomendó las ideas de justicia social que promulgaban los republicanos. En 1931, mientras hacía de maestro en el Grupo Escolar Carmen Rojo de Madrid, se afilió a la Agrupación Socialista. En 1934 comenzó a militar de manera destacada en la Federación Estatal de Trabajadores de la Enseñanza de UGT de Barcelona. Durante los dos años que ejerció en Burgos, colaboró intensamente con la Agrupación Republicana y fue miembro de la Casa del Pueblo de Briviesca. Era uno de los más destacados articulistas del semanario de izquierdas La Voz de la Bureba. El verano de 1936 la mayoría de articulistas acabaron en la fosa de La Pedraja.

### El episodio del mar
La memoria del maestro Antoni Benaiges ha quedado asociada y popularizada por la anécdota de la intención de este maestro de llevar a sus alumnos, los niños y niñas de Bañuelos, a conocer el mar. Elaboraron juntos un cuaderno colectivo en enero de 1936 titulado El mar. Visión de unos niños que no lo han visto nunca en el que podían leerse descripciones infantiles como «El mar será muy grande, muy ancho y muy hondo», o un simple «el mar será...»  Benaiges, prometió a sus alumnos llevarlos a Mont-Roig del Camp, a casa de su familia. Dejó escrito en su cuaderno:

Y la fantasía de unos niños que suben y bajan

la loma sólo la loma, la ingrata loma, disparose

hacia Lejanía [sic] para hundirse en la vastitud

líquida, misteriosa, sublime... También ellos, los niños,

saben del mar sin haberlo visto nunca.
Antoni Benaiges, prólogo de «El mar. Visión de unos niños que no lo han visto nunca 'cuaderno del mar»

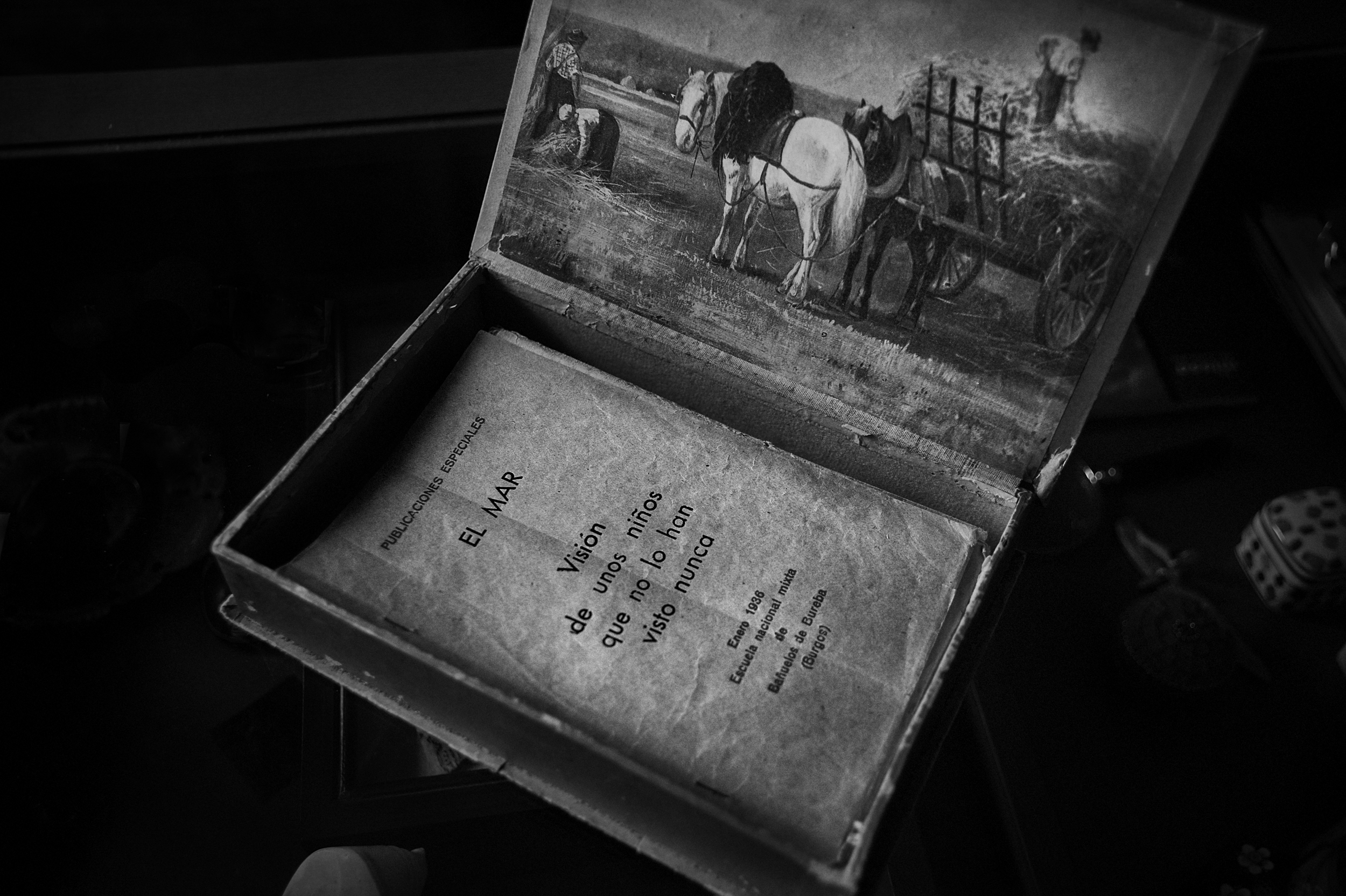
Archivo familiar Benaiges.

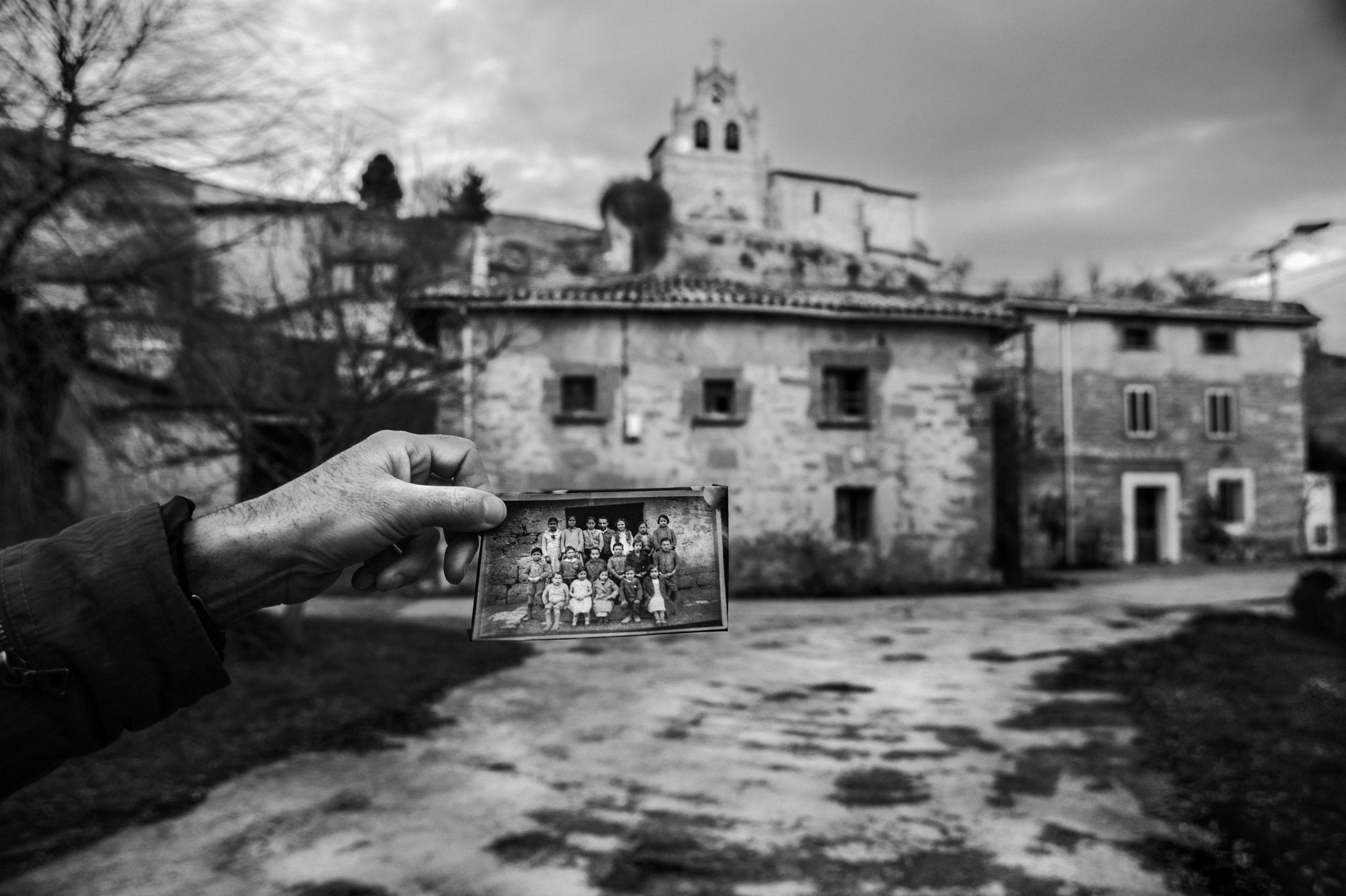
Escuela de Bañuelos de Bureba. Escuela donde Antoni Benaiges fue maestro.

### La persecución de los cuadernos
El 20 de julio de 1936 Bañuelos recibió una visita de milicias de Falange Española. Fueron directamente a la escuela y mientras unos hacían preguntas relacionadas con las amistades del maestro, otros amontonaban ante el edificio lo que consideraban subversivo: libros, material escolar, imprentas, trabajos de alumnos y la colección de los cuadernos que quedaba como archivo que redujeron a cenizas. Alguien pudo salvar del fuego las redacciones manuscritas y escondió un par de ejemplares de los cuadernos que ahora se conservan, si bien muchas familias se deshicieron de sus ejemplares por miedo a represalias. El testimonio de aquella colección de cuadernos editados en la escuela de Bañuelos de Bureba se conserva en Mont-Roig del Camp, en manos de la familia Benaiges, que se había suscrito a la publicación y los recibía regularmente.

### La fosa de La Pedraja

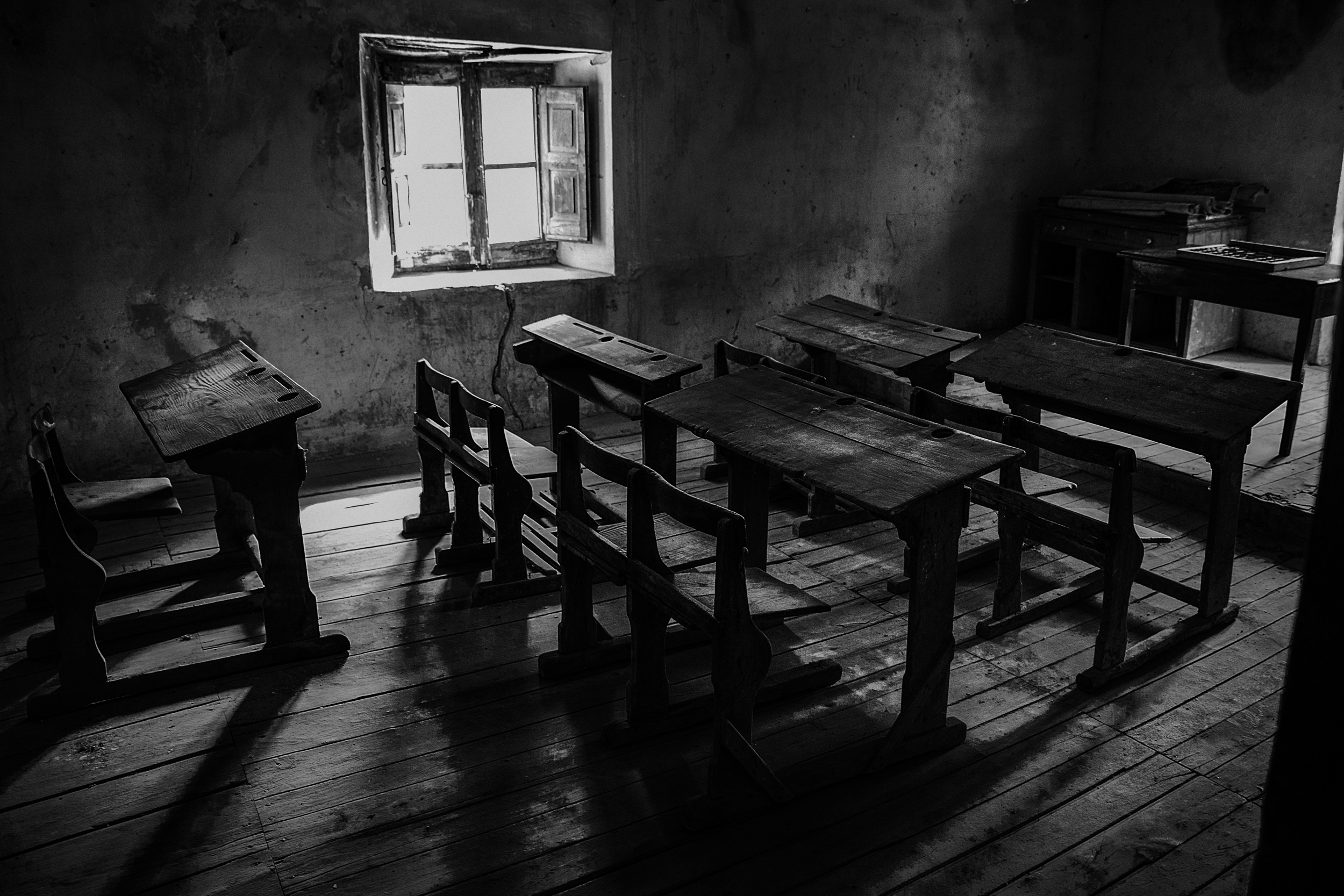
La escuela de Bañuelos.

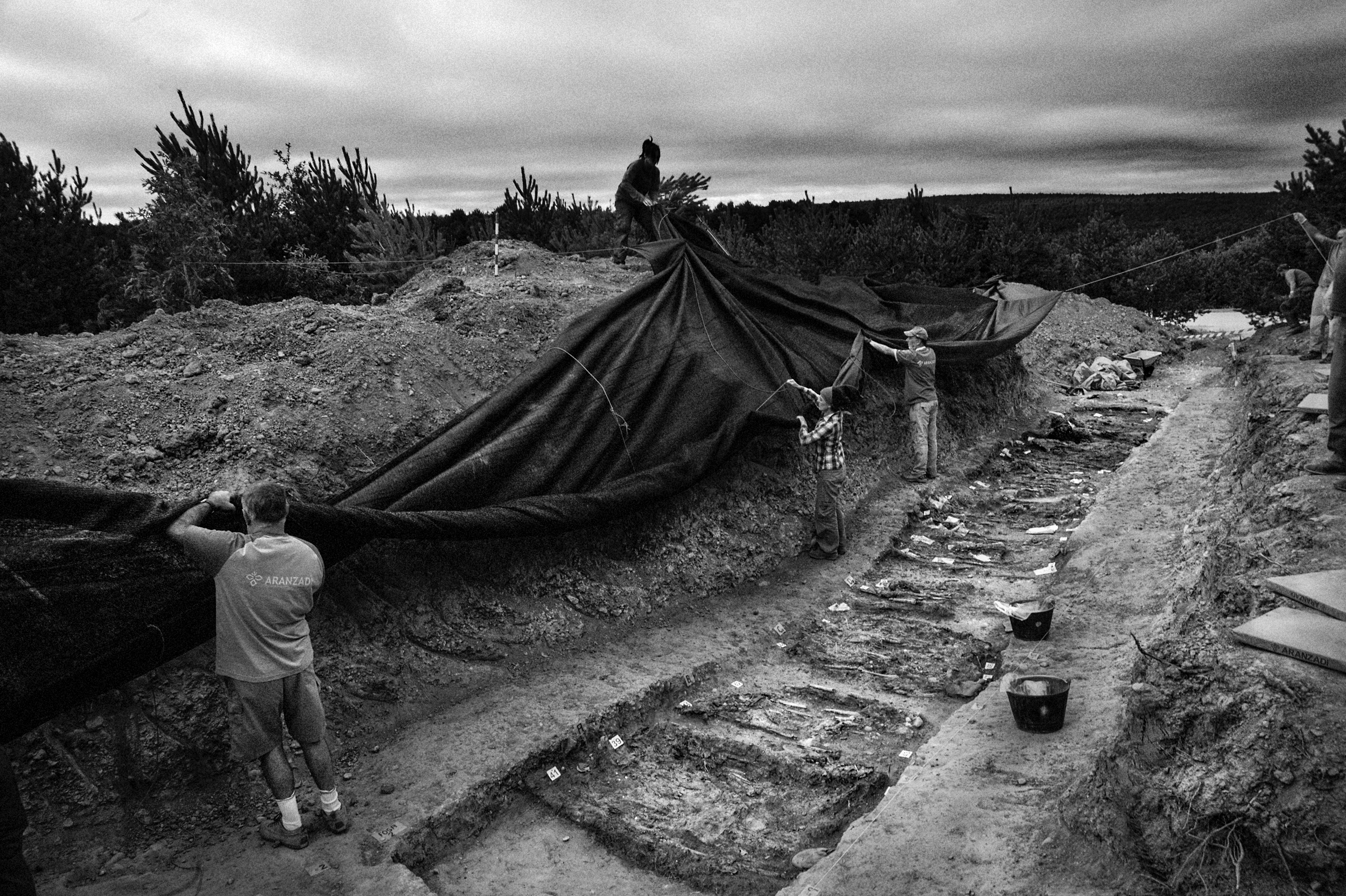
La fosa de La Pedraja.

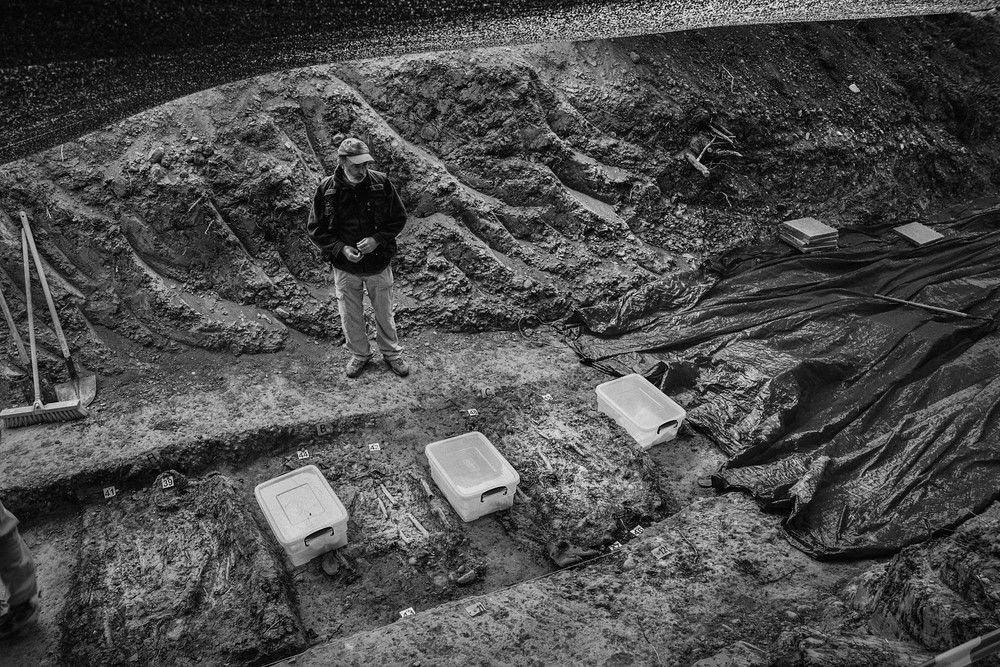
Resto de la Fosa de la Pedraja.

En febrero de 2010, la Agrupación de Familiares de las Personas Asesinadas en los Montes de La Pedraja localizó unos casquillos de bala y restos humanos en una montaña cercana al municipio de Villafranca Montes de Oca, en Burgos. Meses después, en agosto, la Sociedad de Ciencias Aranzadi exhumó aquella fosa y encontró los restos de 105 personas asesinadas entre julio y octubre de 1936. En octubre de 2011, se localizó una segunda fosa que una vez exhumada hizo aumentar el cómputo de personas asesinadas a 135. En agosto de 2010 un testigo dijo a pie de fosa: "Aquí está enterrado el maestro de mi pueblo." Pero de los 135 esqueletos exhumados en ambas fosas, debido al mal estado de los restos, a fecha de hoy, sólo han podido ser identificados 23 individuos, entre los que no se encuentra Benaiges.

## Libros y película
El periodista Francesc Escribano, junto a Sergi Bernal, Queralt Solé y Francisco Ferrandiz escriben el ensayo Antoni Benaiges. El maestro que prometió el mar, en el que narra la historia de Benaiges. A principios de 2020 se anunció que el libro tendría una adaptación al cine y que Marcel Barrena se encargaría de su dirección. Finalmente es la directora de cine Patricia Font quien dirige la película El maestro que prometió el mar, que se estrenó en 2023. 
En 2018 el maestro Sebastián Gertrudix y el documentalista Sergi Bernal publicaron la novela basada en la vida de los años en los que Antoni Benaiges fue el maestro del pueblo de Bañuelos. La novela se titula en castellano El Mar será y en catalán Els vaig prometre el mar.

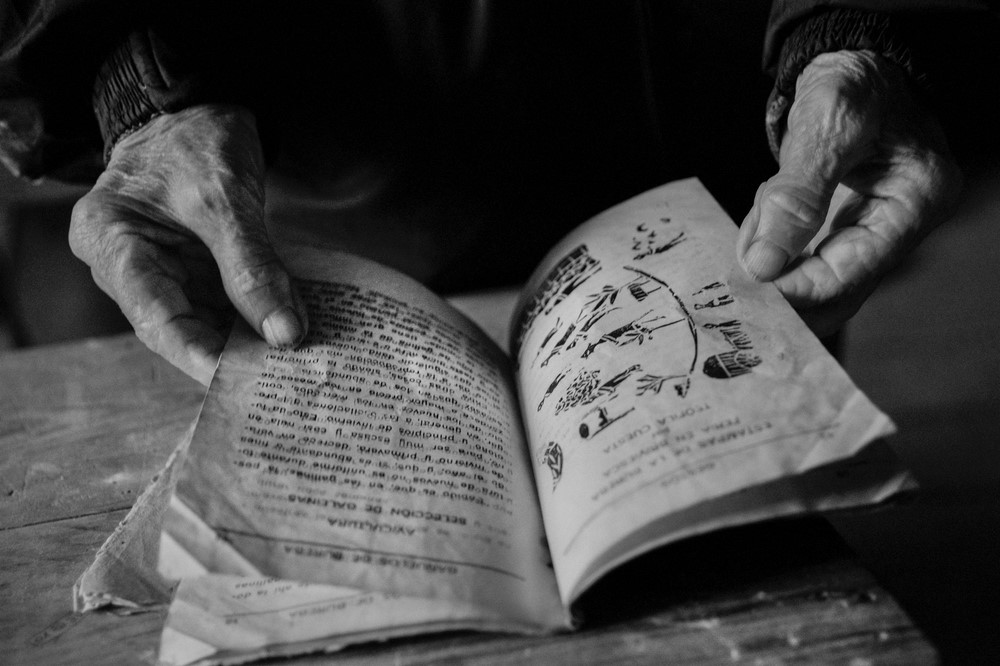
La manos de Eladio sostienen un cuaderno Gestos conservado escondido desde hace 75 años.

En 2020 el escritor burgalés José Antonio Abella publica el ensayo novelado Aquel mar que nunca vimos sobre el maestro Benaiges con aportación de documentación. El autor estuvo en Bañuelos de Bureba, entre 1979 y 1983, como médico en su primer destino. Ninguno de sus pacientes le mencionó que cuarenta años atrás, habían tenido por maestro a Antonio Benaiges.

## Publicaciones y audiovisuales

### Libros
- 2012 - Los Gestos de Antón y demás cuadernos escolares: la técnica Freinet en Bañuelos de Bureba: facsímil, Fernando Jiménez, Editorial Tanteo.
- 2013 - Escribano, Francesc (2013). Desenterrando el silencio. Antoni Benaiges el maestro que prometió el mar. (en español). Sergi Bernal, Queralt Solé y Francisco Ferrandiz. Barcelona: Blume.
- 2018 - Gertrudix, Sebastián y Bernal, Sergi . El mar será..., Barcelona, Editorial Gregal.
- 2018 - Soriano Jiménez, Ignacio. Antonio Benaiges Nogués, Bañuelos de Bureba, Asociación Escuela Benaiges.
- 2020 - Abella, José Antonio: Aquel mar que nunca vimos, Ediciones Valnera.
- 2020 - Gertrudix, Sebastián y Bernal, Sergi . Els vaig prometre el mar, Barcelona, Associació Rosa Sensat.
- 2022 - Javier Martínez Sancho (dibujante), Segi Bernal (guionista), La promesa, (comic), Blume.[9][10]
- 2023 - Gertrudix, Sebastián y Bernal, Sergi . El mar será... (edición ilustrada), Barcelona, Blume.[11]
- 2023 - Escribano, Francesc, Solé, Queralt, Ferrandiz, Francisco y Bernal, Sergi. Antoni Benaiges, El maestro que prometió el mar. Barcelona, Blume.

### Teatro
- 2022 - Alberto Conejero y Xavier Bobés: El mar: visión de unos niños que no lo han visto nunca, estrenada en el Teatre Nacional de Catalunya.
- 2023 - Eu Manzanares y la Compañía Mar Vivir, El maestro y el mar. estrenada Teatre Eolia, Barcelona.

### Cine
- 2023 - Patricia Font: El maestro que prometió el mar , estreno en la sección oficial de la SEMINCI de Valladolid, el 27 de octubre, con un elenco encabezado por Enric Auquer y Laia Costa.

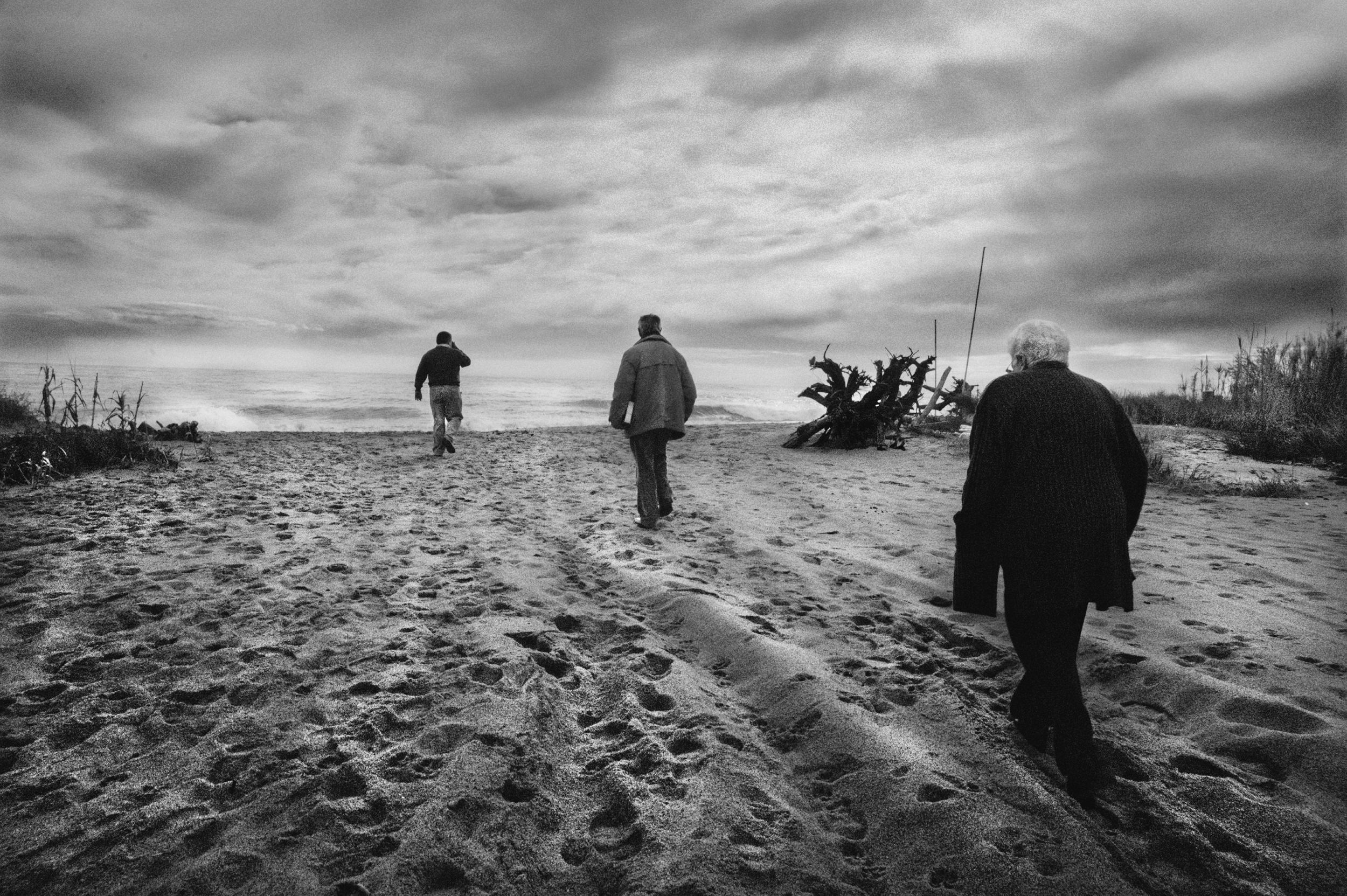
El Mar de Mont-roig del Camp. El sueño de ver por primera vez el mar 2010.

### Documentales
- Alberto Bougleux y Sergi Bernal (2014). «El Retratista». Documental de Blume (en catalán).
- Música: "Lejos queda el mar". Autor: Ramon Sauló i Manel Gil Anglada.
- Recurso web: LA GEOBIOGRAFIA DEL MAESTRO QUE PROMETIÓ EL MAR. Sergi Bernal

### Exposiciones
- Exposición fotográfica "Desenterrando el silencio", Sergi Bernal, 2011.
- Exposición Museu Marítim de Barcelona: "Antoni Benaiges, el maestro que prometió el mar". Comisariado: Sergi Bernal.